# بيل وين
بيل وين (بالإنجليزية: Bill Wynne)‏ هو صحفي أمريكي، ولد في 29 مارس 1922 في سكرانتون في الولايات المتحدة.

## وصلات خارجية
- الموقع الرسمي